# محمد الطراد
محمد الطَرّاد (انگلیسی: Mohed Altrad; ۹ مارس ۱۹۴۸) کارآفرین، سرمایه‌دار و نویسنده اهل فرانسه سوری‌تبار است.